# SV Heimstetten
SV Heimstetten is een Duitse sportvereniging uit het gelijknamige stadsdeel van de gemeente Kirchheim.

## Geschiedenis
De vereniging werd in 1967 opgericht en speelde tot de midden jaren 80 van de vorige eeuw in de A en B klasse. In 1993 begon de opmars van SV Heimstetten met de promotie naar de Bezirksliga. Na de promotie naar de Bezirksoberliga in 1998 en de Landesliga in 2003 volgde promotie naar de Bayernliga in het jaar 2006. In 2008 moest de club een stap terug doen met de degradatie naar de Landesliga. In 2010 keerde de club terug in de Bayernliga. In het seizoen 2011/2012 eindigde de club op de 15e plaats en moest men beslissingswedstrijden spelen tegen Würzburger FV om een plek in de Regionalliga Bayern. Deze tweekamp werd gewonnen, waardoor de club naar het vierde niveau klom. In 2015 degradeerde de club. In 2018 promoveerde de club terug naar de Regionalliga Bayern.

## Successen
- Promotie naar de Bayernliga 2006, 2010
- Promotie naar de Bayern Landesliga Süd 2003
- Kampioen van de Landesliga Süd 2006 en 2010
- Kwalificatie voor de Regionalliga 2012

## Eindklasseringen vanaf 1992
| Seizoen | Competitie                 | Niveau | Eindstand | DFB Pokal | Opmerking                                                                       |
| ------- | -------------------------- | ------ | --------- | --------- | ------------------------------------------------------------------------------- |
| 1991/92 | A-Klasse Oberbayern        | VII    | 1         | --        |                                                                                 |
| 1992/93 | Bezirksliga Oberbayern-Ost | VI     | 11        | --        |                                                                                 |
| 1993/94 | Bezirksliga Oberbayern-Ost | VI     | 5         | --        |                                                                                 |
| 1994/95 | Bezirksliga Oberbayern-Ost | VII    | 6         | --        | herinvoering Regionalliga                                                       |
| 1995/96 | Bezirksliga Oberbayern-Ost | VII    | 10        | --        |                                                                                 |
| 1996/97 | Bezirksliga Oberbayern-Ost | VII    | 2         | --        |                                                                                 |
| 1997/98 | Bezirksliga Oberbayern-Ost | VII    | 1         | --        |                                                                                 |
| 1998/99 | Bezirksoberliga Oberbayern | VI     | 7         | --        |                                                                                 |
| 1999/00 | Bezirksoberliga Oberbayern | VI     | 9         | --        |                                                                                 |
| 2000/01 | Bezirksoberliga Oberbayern | VI     | 6         | --        |                                                                                 |
| 2001/02 | Bezirksoberliga Oberbayern | VI     | 4         | --        |                                                                                 |
| 2002/03 | Bezirksoberliga Oberbayern | VI     | 2         | --        |                                                                                 |
| 2003/04 | Landesliga Bayern-Süd      | V      | 7         | --        |                                                                                 |
| 2004/05 | Landesliga Bayern-Süd      | V      | 4         | --        |                                                                                 |
| 2005/06 | Landesliga Bayern-Süd      | V      | 1         | --        |                                                                                 |
| 2006/07 | Bayernliga                 | IV     | 10        | --        |                                                                                 |
| 2007/08 | Bayernliga                 | IV     | 17        | --        |                                                                                 |
| 2008/09 | Landesliga Bayern-Süd      | VI     | 10        | --        | invoering 3. Liga                                                               |
| 2009/10 | Landesliga Bayern-Süd      | VI     | 1         | --        |                                                                                 |
| 2010/11 | Bayernliga                 | V      | 14        | --        |                                                                                 |
| 2011/12 | Bayernliga                 | V      | 15        | --        | promotie play-offs > SpVgg Landshut: 0-1/1-0 (7-5 n.s.); Würzburger FV: 1-0/1-2 |
| 2012/13 | Regionalliga Bayern        | IV     | 5         | --        |                                                                                 |
| 2013/14 | Regionalliga Bayern        | IV     | 14        | --        |                                                                                 |
| 2014/15 | Regionalliga Bayern        | IV     | 15        | --        | pd-wedstrijd > FC Amberg: 0-1 / 0-0                                             |
| 2015/16 | Bayernliga-Süd             | V      | 6         | --        |                                                                                 |
| 2016/17 | Bayernliga-Süd             | V      | 7         | --        |                                                                                 |
| 2017/18 | Bayernliga-Süd             | V      | 1         | --        |                                                                                 |
| 2018/19 | Regionalliga Bayern        | IV     | 16        | --        | pd-wedstrijd > TSV 1896 Rain: 1-1 / 2-1                                         |
| 2019/21 | Regionalliga Bayern        | IV     | 14        | --        |                                                                                 |
| 2021/22 | Regionalliga Bayern        | IV     | 14        | --        |                                                                                 |
| 2022/23 | Regionalliga Bayern        | IV     | 19        | --        |                                                                                 |
| 2023/24 | Bayernliga#Sud             | V      | 2         | --        | Geen licentie aangevraagd voor de Regionalliga                                  |
| 2024/25 | Bayernliga#Sud             | V      | 10        | --        | Ligatopscorer: Jordi Woudstra (22)                                              |
| 2025/26 | Bayernliga#Sud             | V      | .         | --        |                                                                                 |